# 薛斌 (明朝)
薛斌（14世纪？—1421年），本名脫歡，中書省大都路昌平縣（今北京昌平）人，明朝軍事將領，永順伯。
薛斌父薛臺于洪武年間歸附明朝，赐姓薛。父亲去世，薛斌袭父职，累官燕山右護衛指揮僉事。薛斌嗣職，建文元年（1399年），在靖難之役中跟隨朱棣起兵，累遷都督僉事。之後跟從明成祖北征有功，進都督同知、骠骑将军。永樂十八年（1420年），封永順伯，祿九百石，世指揮使。次年去世。有子薛綬、薛敬。